# Castello di Raka
Il castello di Raka (ufficialmente in sloveno Grad Raka) si trova nell'omonimo villaggio vicino a Krško in Slovenia.

## Storia

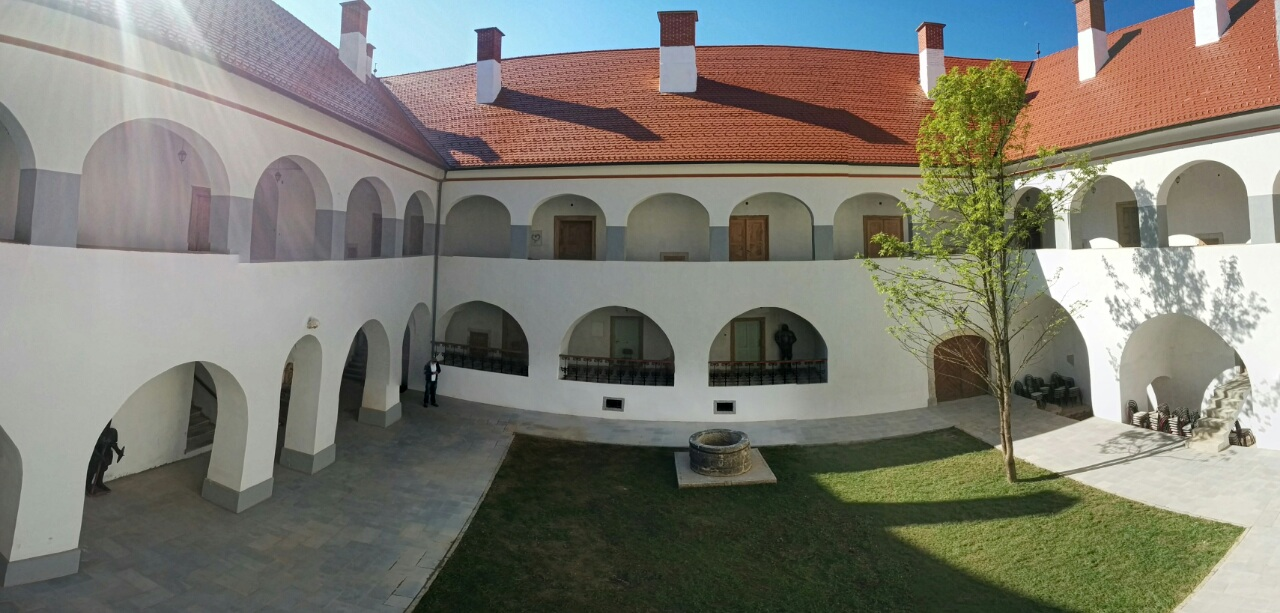
Castello di Raka

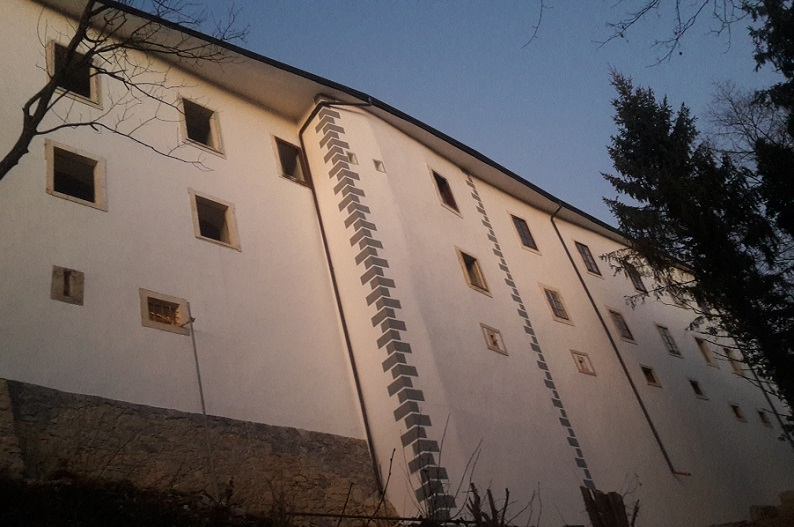

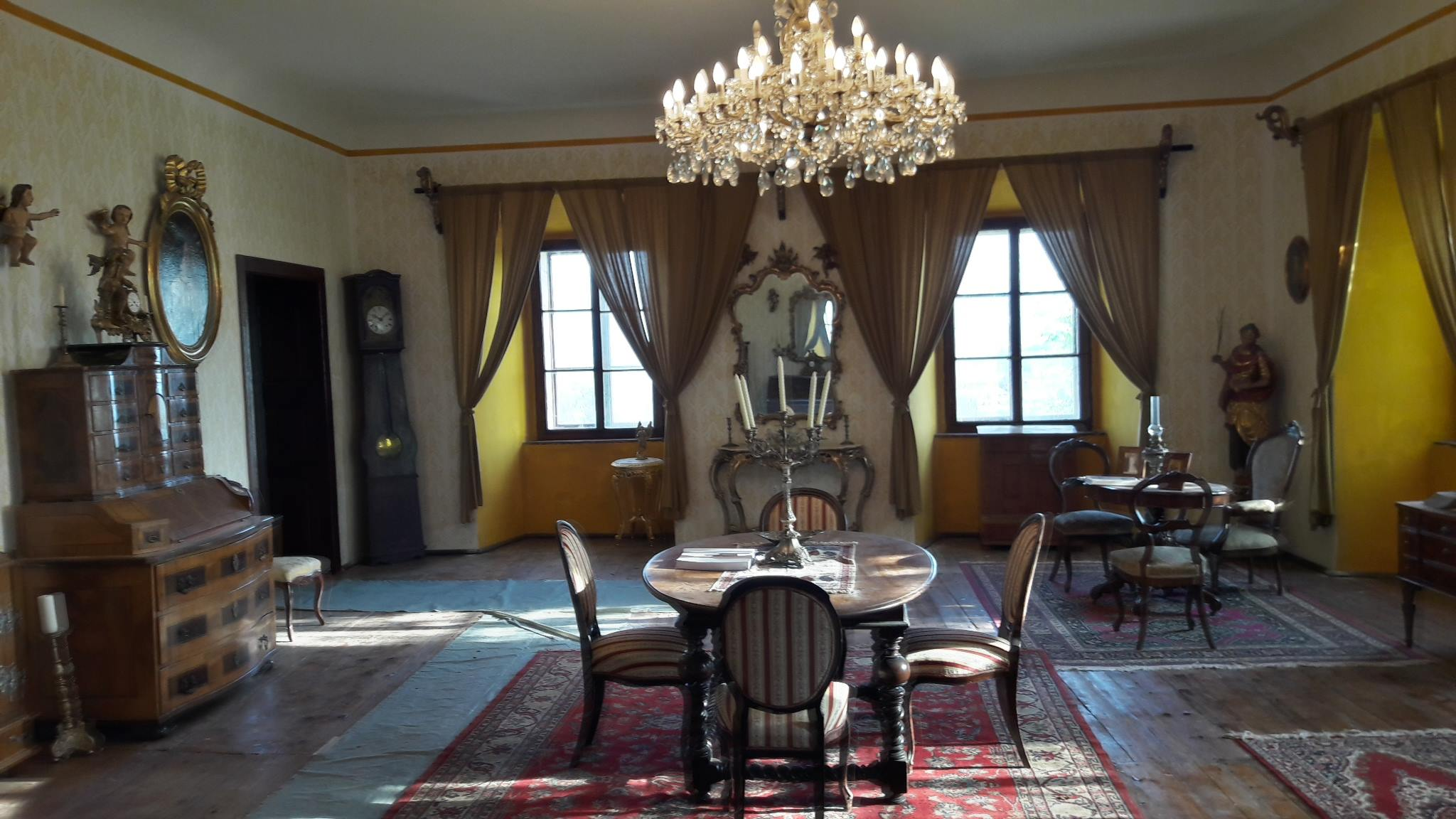

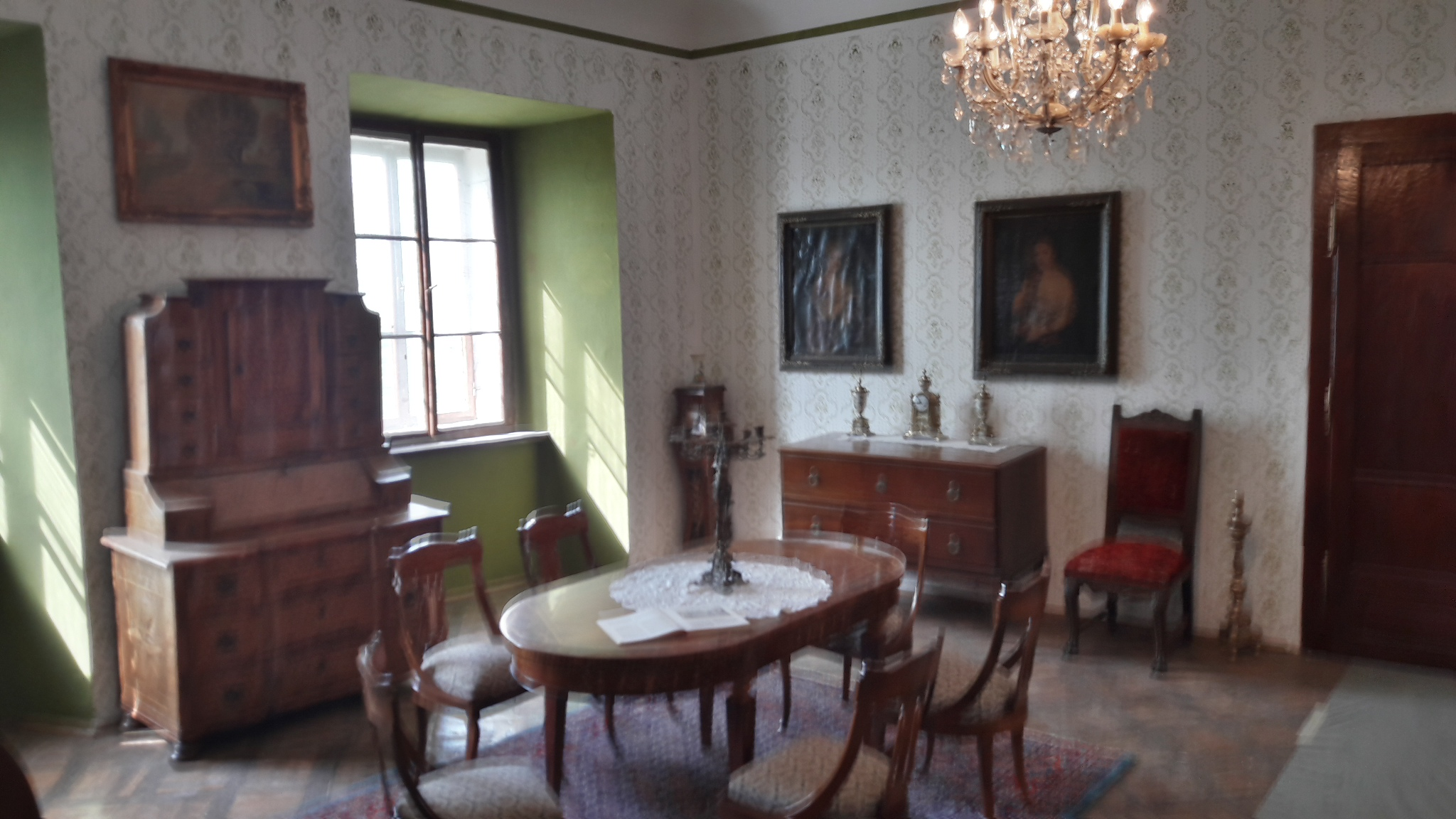

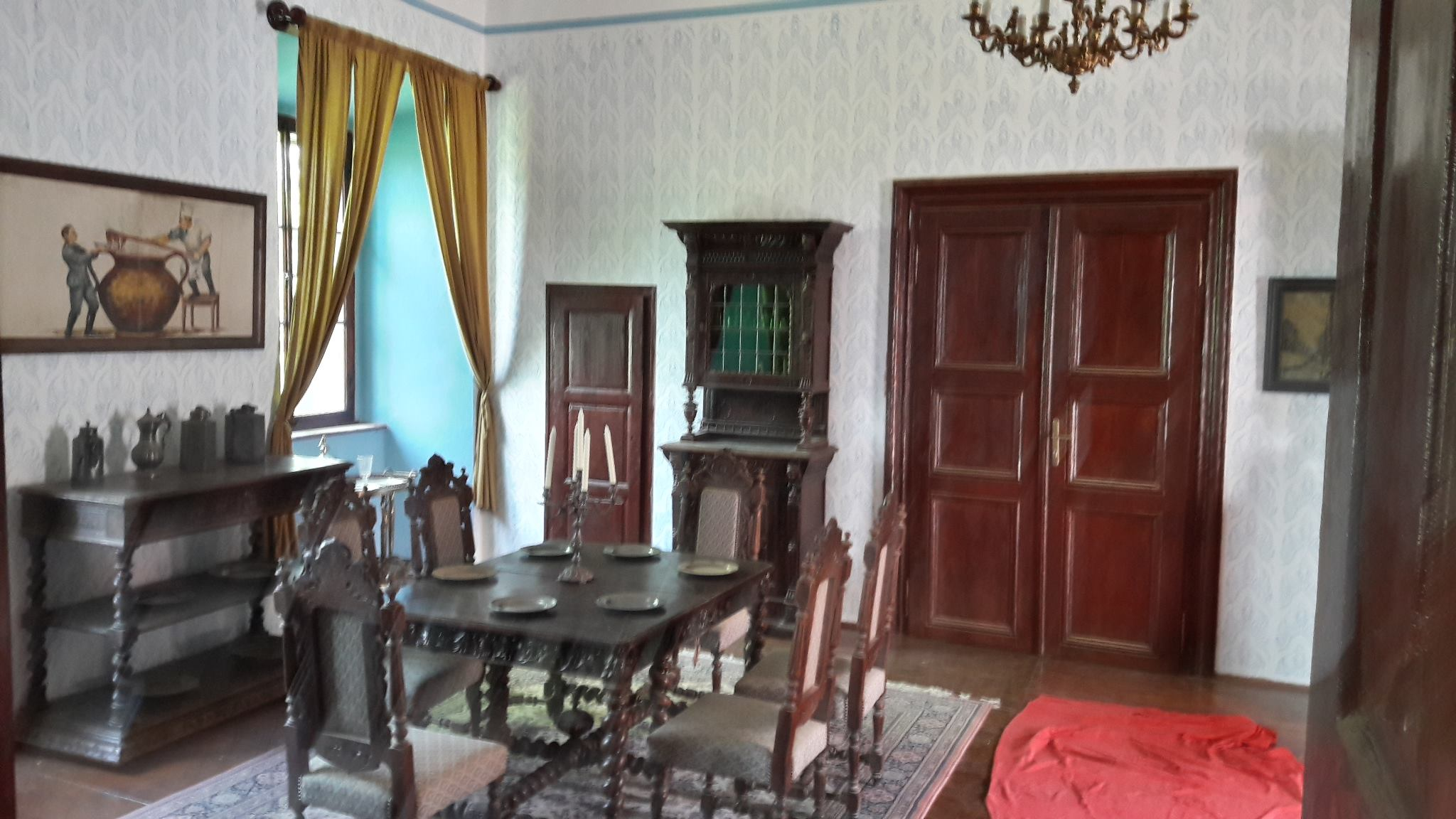

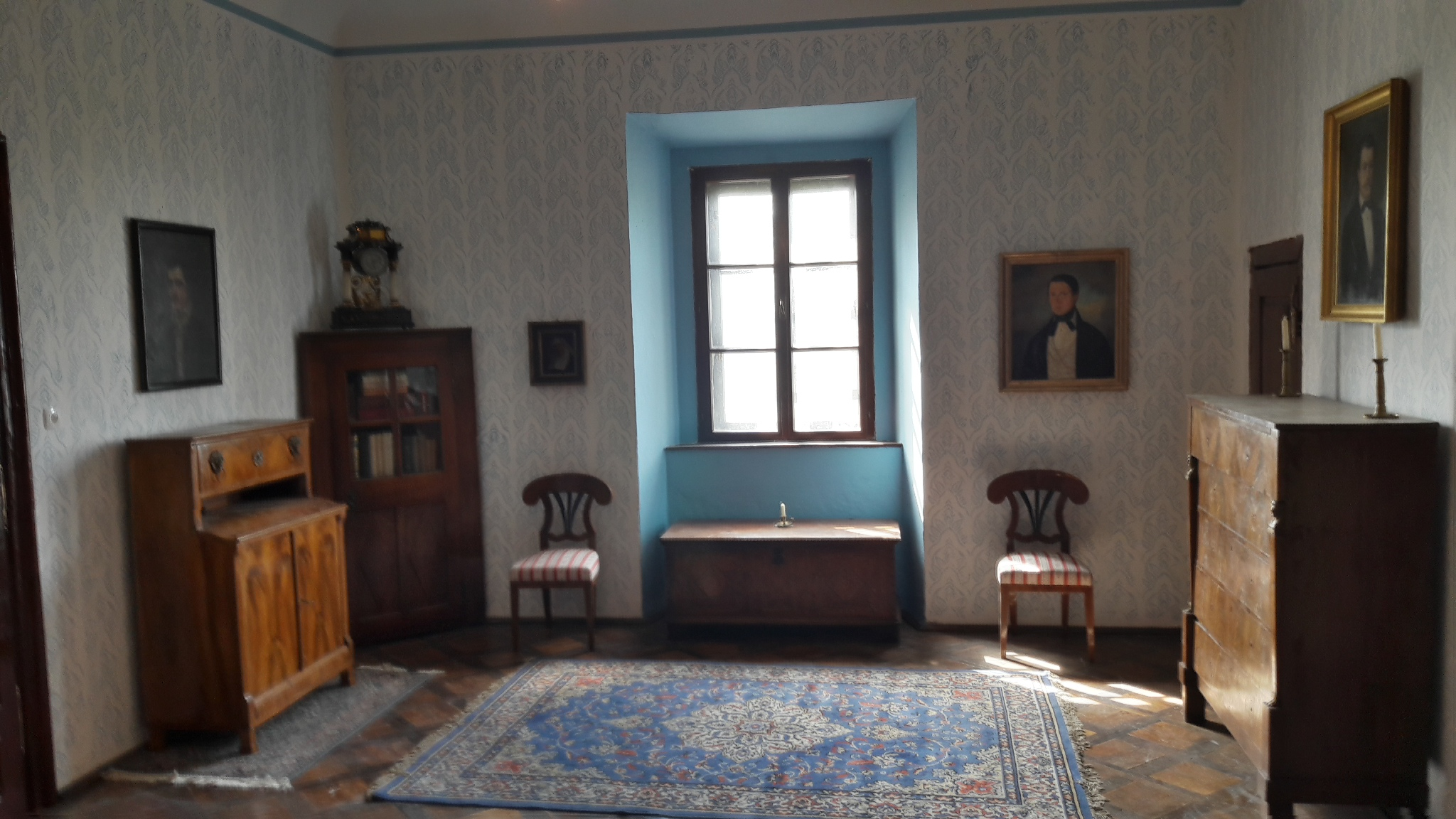

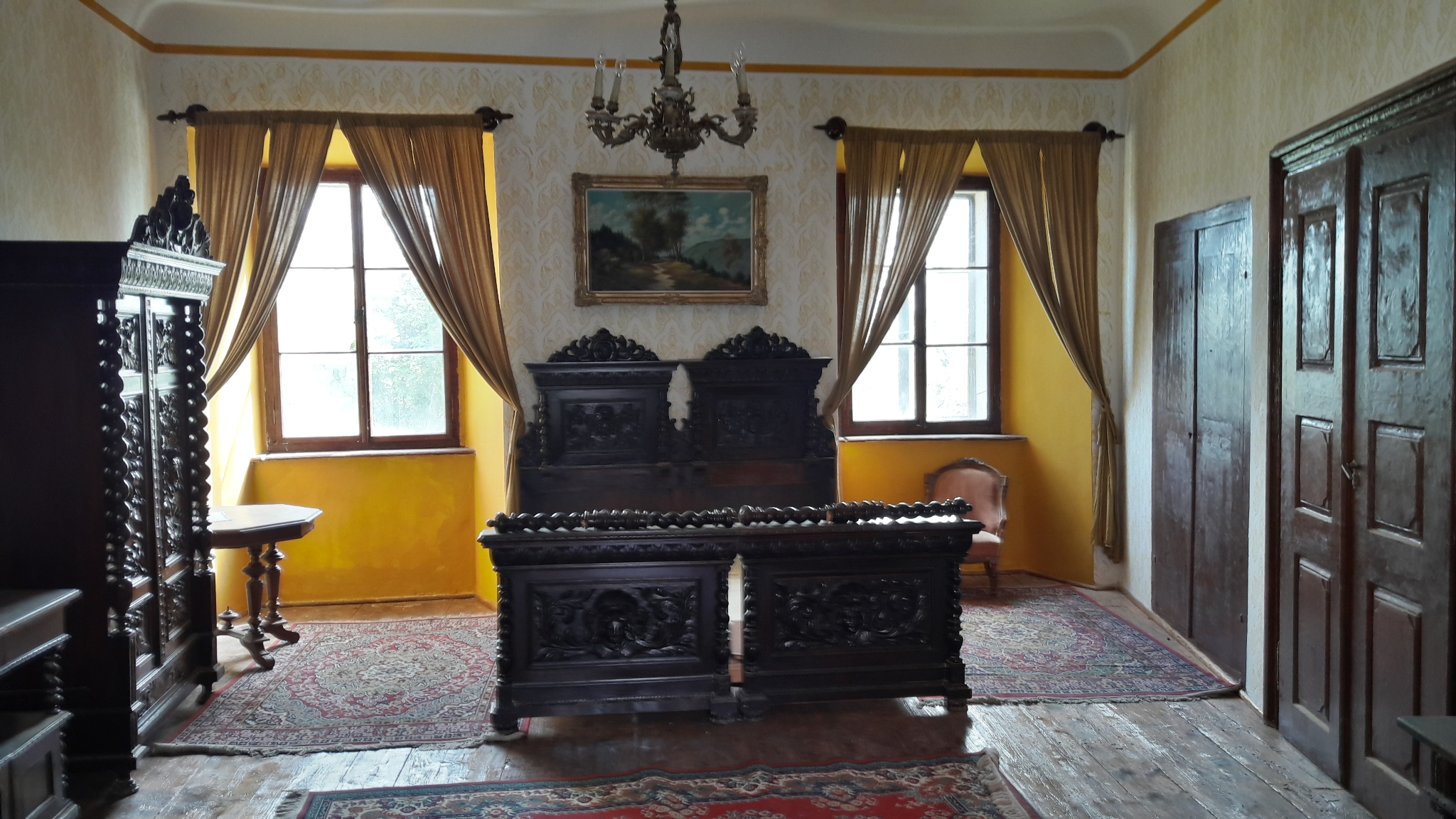

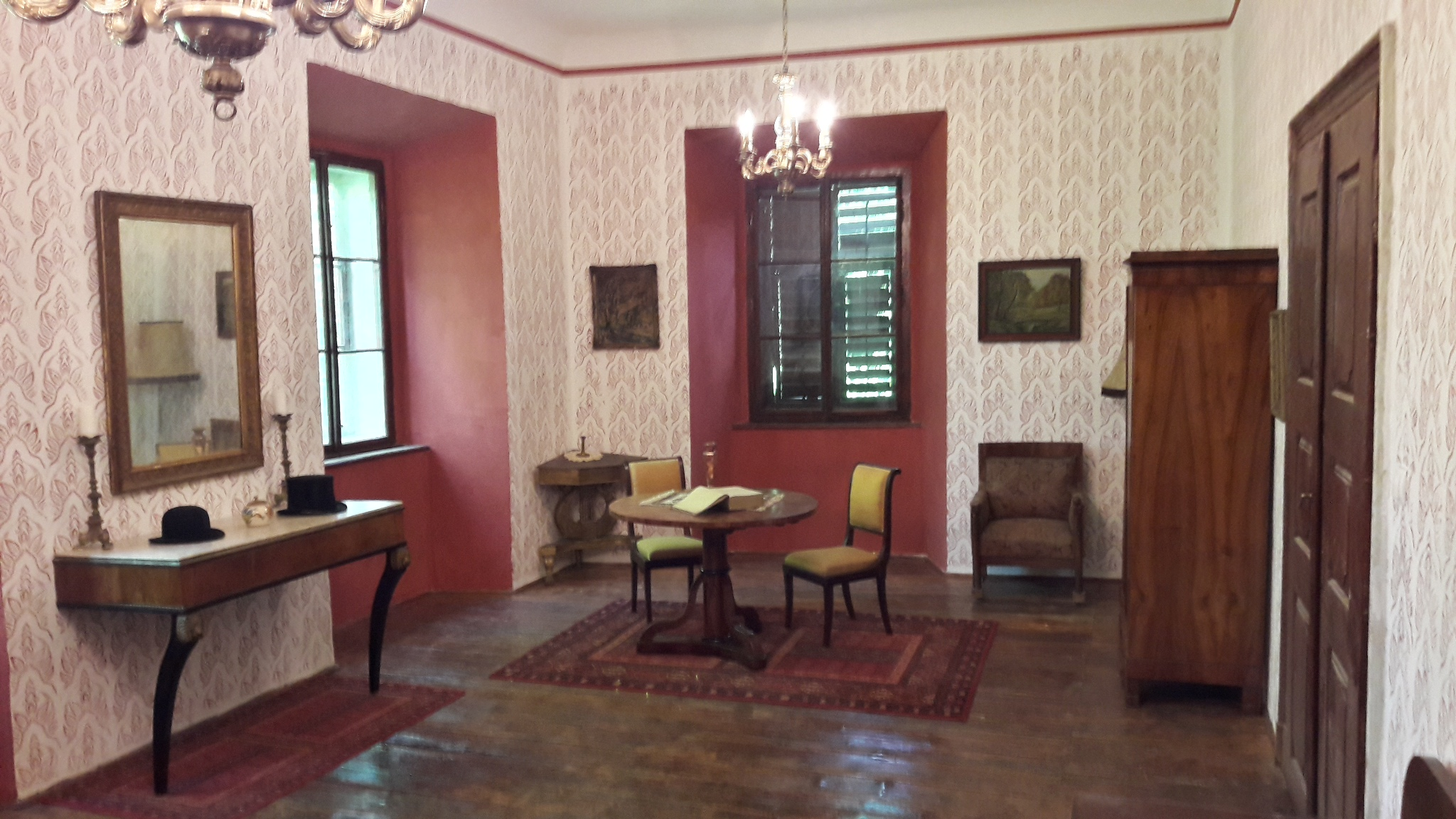

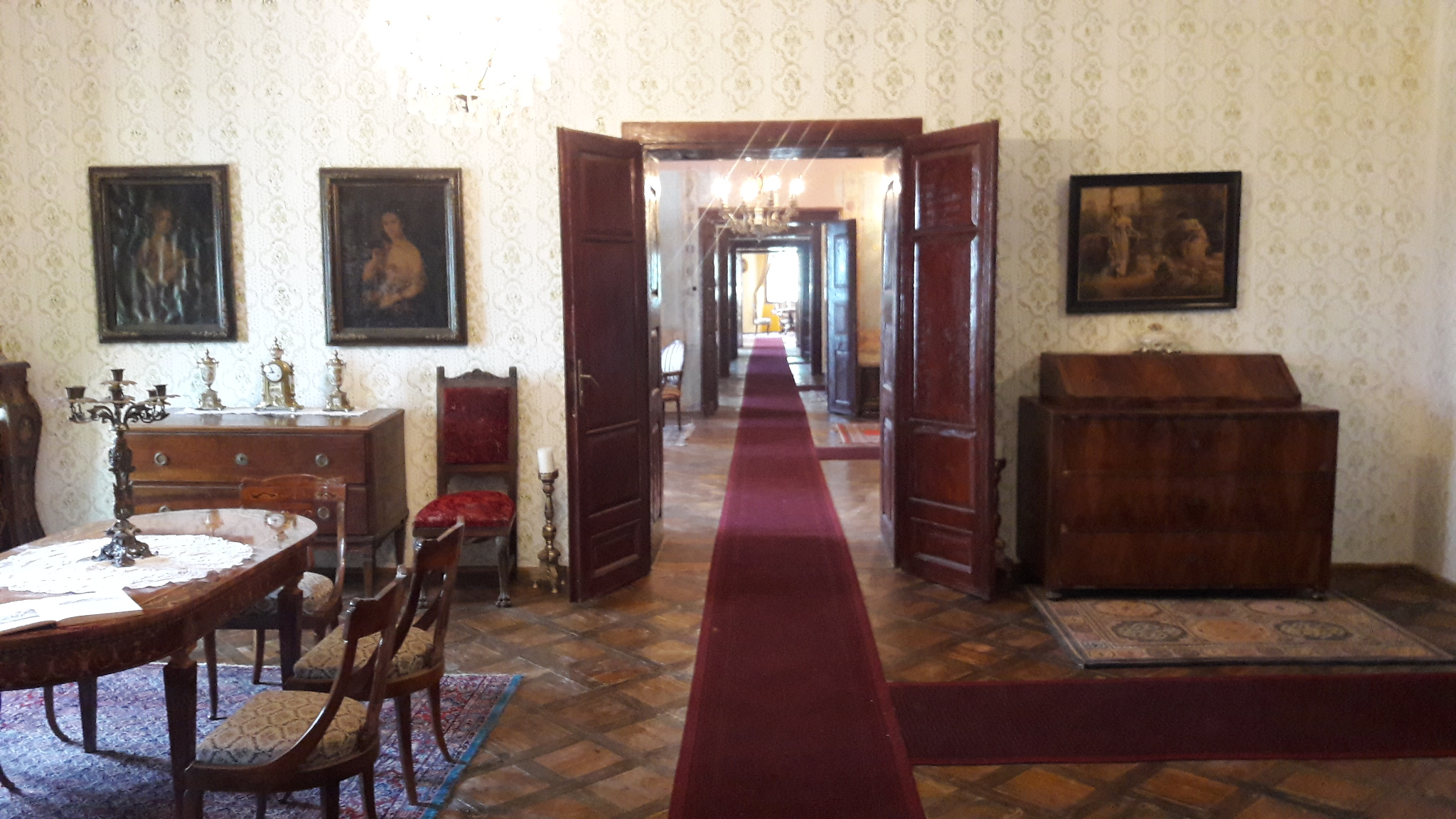

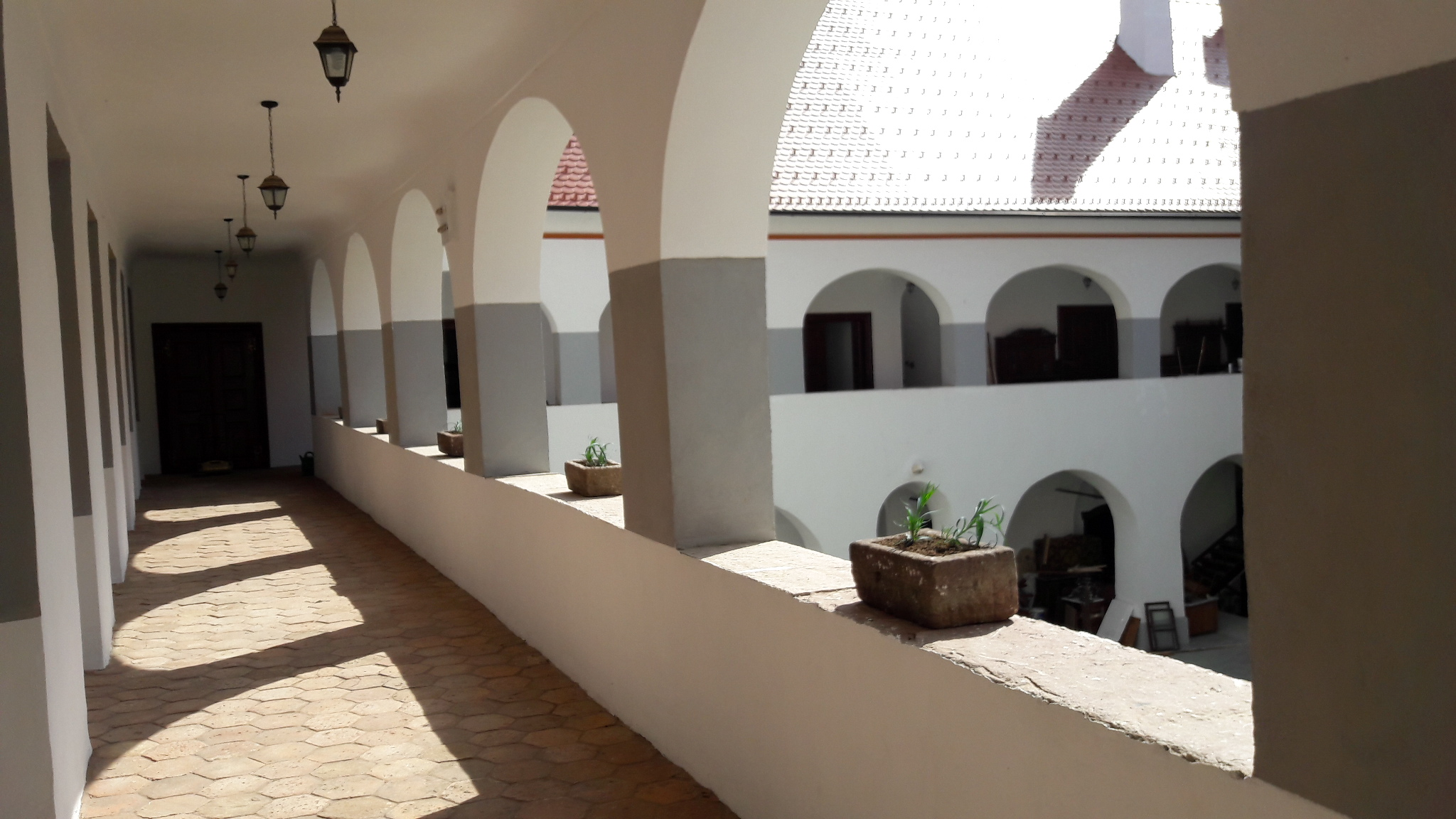

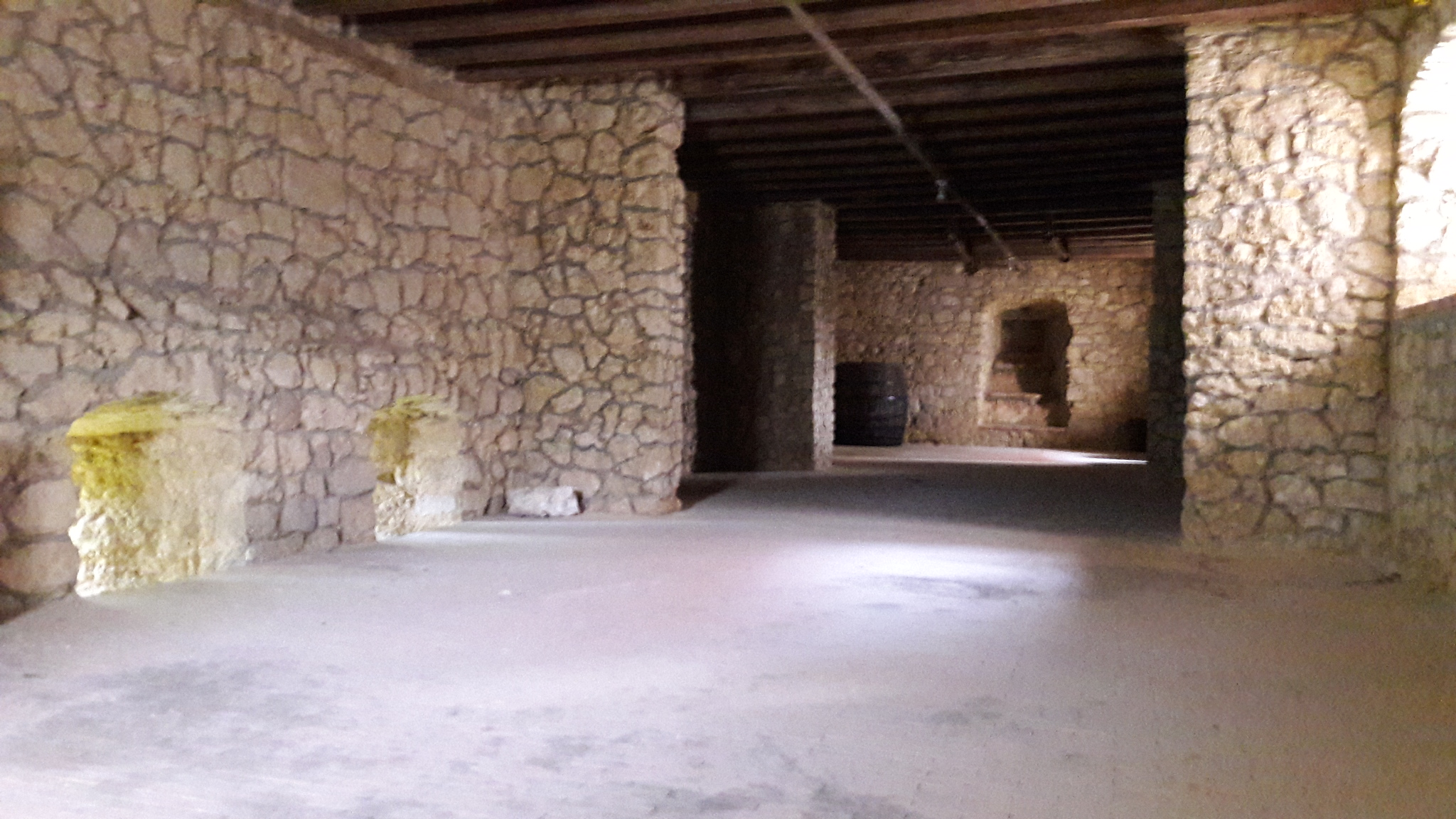

Panorama

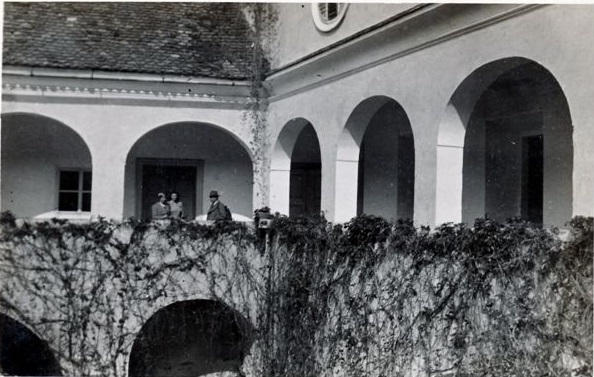
Franc Bajec, Castello di Raka 1940

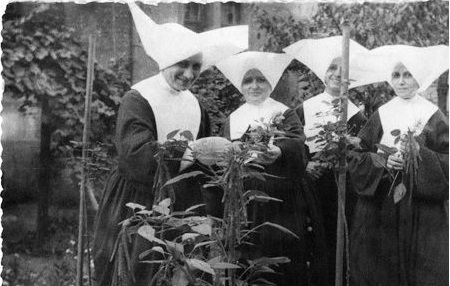
Castello di Raka 1948-1998

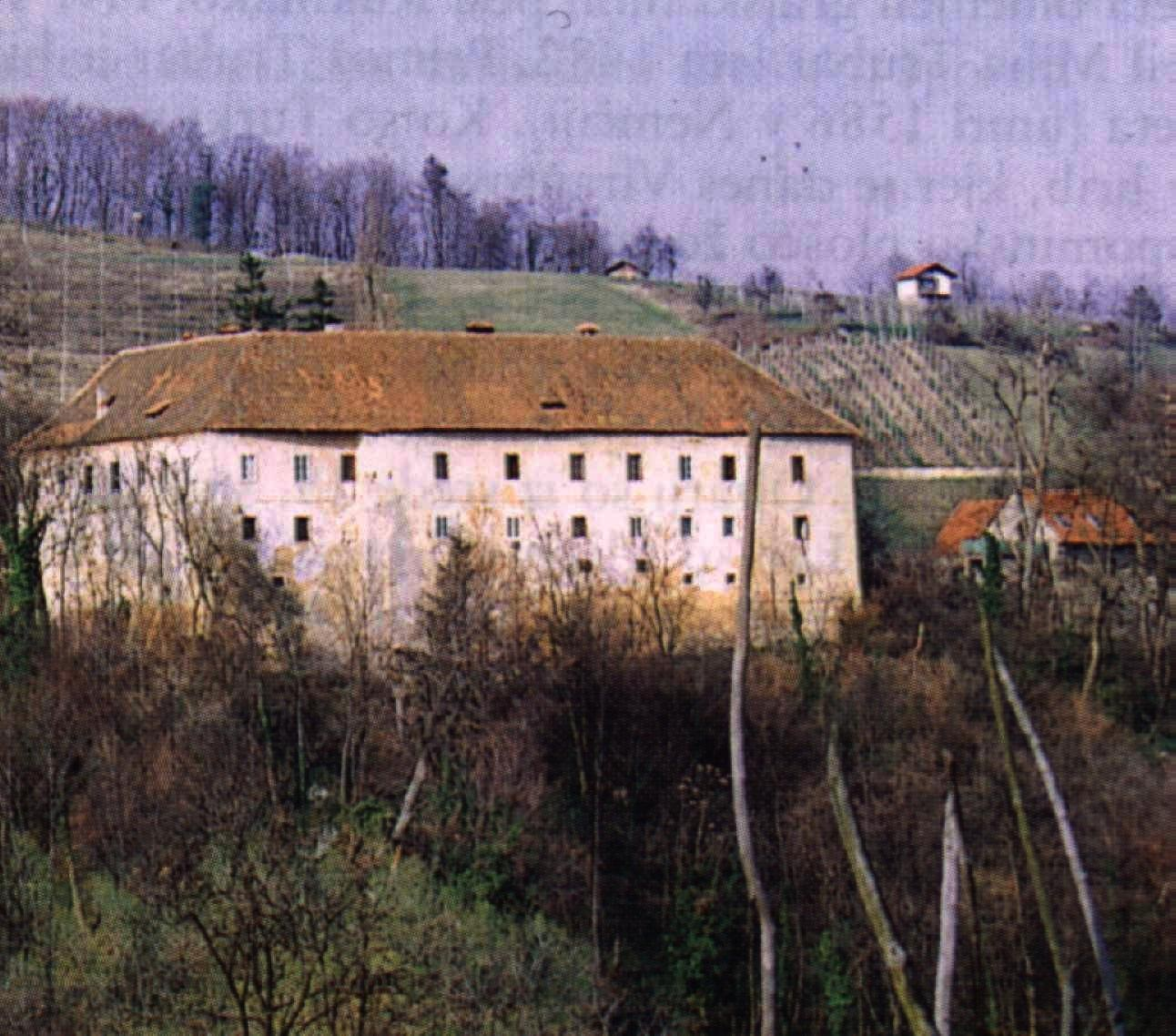
Castello di Raka 1995

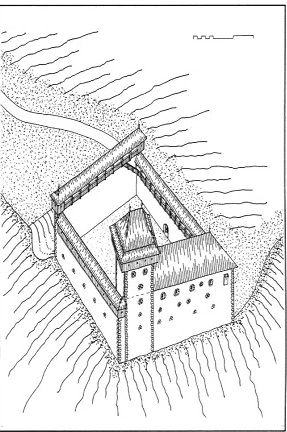

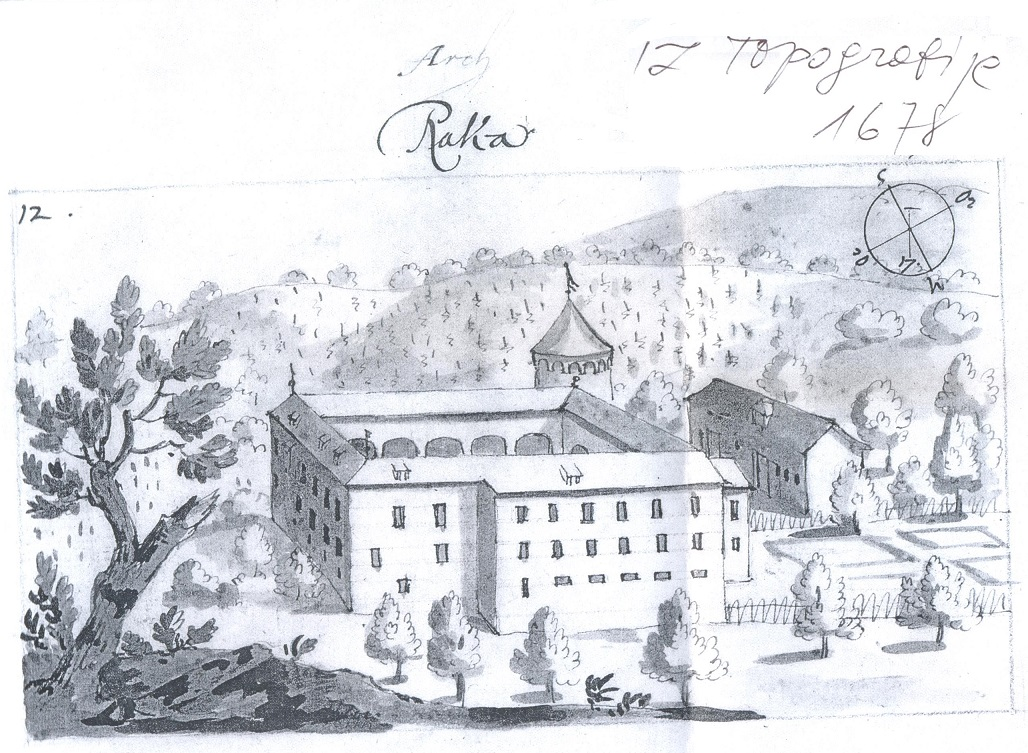
1678

Il castello di Raka (Arch) viene menzionato in documenti storici risalenti già al 1161, e in particolare nel 1279 come castrum Arch. Eretto dai conti di Bogen entro la seconda metà del XII secolo, è stato ereditato dai conti Andeški e dopo di loro dai duchi Spanheim.
I cavalieri Archer avevano usufruito del castello dal 1248 fino alla fine del XV secolo, quando si erano estinti. Nel 1501 Leonhard Herič di Kompolje presso Blagovica, un parente degli Archer, aveva venduto Raka al cavaliere Juri Scheyer di Soteska, ma nel 1515 i contadini in rivolta bruciarono il castello. Nel 1525, l'arciduca Karel aveva assegnato il podere di Raka come feudo al nobile Janez Baltazar di Werneck, mentre all'inizio del XVII secolo era co-proprietario il nobile Janez Ruess di Ruessenstein.
Nel XVII secolo il castello Raka era di proprietà dei signori Verniški i quali lo avevano poi venduto alla famiglia Kajzelj; questi ultimi avevano sistemato sotto il castello delle serre e uno stagno in cui allevavano granchi. Tra il 1784 e il 1825 il barone Franc Karl Haller von Hallerstein con la sua presenza aveva salvato il vecchio castello dal degrado conferendogli un nuovo aspetto abbellito.
Aveva sistemato un nuovo giardino con ottimo gusto, aveva costruito degli utili fabbricati rurali, nel 1800 aveva esteso Raka acquistando la proprietà parzialmente venduta di Studenice, e nel 1811 Dolenje Radulje. Un altro proprietario famoso del castello a cui ha fatto seguito era il nobile Feliks Lenck il quale era proprietario dell'edificio verso la fine del XIX secolo. Dopo il suo matrimonio con una nota donna americana, Lenck aveva fatto collocare qui una sega, piantato vigneti, e aveva fatto installare nel castello una rete idrica dalla vicina sorgente Polter.
Durante la seconda guerra mondiale il castello servì come avamposto militare. Il Raka diventò sede comunale dal 1952 fino al 1961. Nel 1948 vi si sono insediate le suore della carità cacciate dalle loro sedi, le Figlie dell'Amore di Gesù e Maria, che hanno lasciato il castello nel 1998.

## Architettura
Il castello è stato progettato come un edificio a un piano a quattro ali con uno scantinato parziale. Ha una facciata con undici assi sul lato nord e otto assi nella facciata laterale sul lato sinistro ossia verso est.
A ovest e a sud il castello è circondato dal bosco, da una boscaglia, ed è possibile farne il giro su uno stretto sentiero che non è sistemato. Attraverso un imponente portale di pietra classico si entrare nel cortile con archi. Il castello dal 1998, quando lo avevano abbandonato le suore della carità, è rimasto vuoto. È rimasto solo qualche pezzo di arredamento, i servizi igienici e i bagni.
Le suore avevano fatto passare nel castello le tubature dell'acquedotto, avevano fatto chiudere le arcate con legno e vetro, in parte riparato il tetto ma che è di nuovo in un cattivo stato, avevano fatto costruire anche un semplice garage nel cortile. Lo stabile ha uno scantinato solo nell'ala sud e ovest, la cantina è accessibile da scale di legno ampie direttamente dal cortile.
Il piano terra, nel recente passato, aveva funzione prevalentemente economica. Il piano terra elevato dell'ala ovest era adibito a granaio e a magazzino con scomparti nel pavimento per la conservazione dei prodotti agricoli, mentre sotto il tetto in legno, fornito di molti supporti per le travi, appendevano i prodotti del campo e altri. Dal portico con la scala con ampi gradini in pietra situata al centro dell'ala est, si sale al primo piano. Qui ci sono le camere, alcune sono state ricostruite e i pavimenti in legno sono ricoperti di linoleum.
Da dicembre 2014, il castello ha un nuovo proprietario che rinnoverà il castello e aprirà un museo.
Il castello Raka è chiuso ai visitatori. Il restauro previsto inizierà in agosto 2015.